# Knooppunt Gabrk
Knooppunt Gabrk (Sloveens: Razcep Gabrk) is een knooppunt in het zuidwesten van Slovenië. Op het knooppunt kruist de A1 naar Ljubljana en Koper met de A3 naar Triëst.
Het knooppunt is uitgevoerd als een trompetknooppunt. De directe verbindingsboog ligt tussen Triëst en Ljubljana en de klaverlus tussen Koper en Triëst.
| Aansluitende wegen | Aansluitende wegen | Aansluitende wegen | Aansluitende wegen | Aansluitende wegen    |
| ------------------ | ------------------ | ------------------ | ------------------ | --------------------- |
|                    |                    |                    |                    | A1 richting Ljubljana |
|                    |                    |                    |                    |                       |
| A3 richting Triëst |                    |                    |                    |                       |
|                    |                    |                    |                    |                       |
|                    |                    | A1 richting Koper  |                    |                       |

Dolga Vas · 
Dragučova · 
Draženci · 
Gabrk · 
Koseze · 
Kozarje · 
Malence · 
Nanos · 
Slavček · 
Slivnica · 
Srmin · 
Zadobrova